# ایرج کابلی
ایرج کابلی (زاده ۲۳ فروردین ۱۳۱۷ در کرمان - درگذشته ۲۹ بهمن ۱۳۹۹ در تهران)، نویسنده، زبان‌شناس، و مترجم ایرانی بود.

## زندگی
ایرج کابلی در ۲۳ فروردین ۱۳۱۷ در خانواده‌ای زرتشتی در کرمان زاده شد. او برای آموزش متوسطه به تهران رفت و در دبیرستان البرز تحصیل کرد. ایرج کابلی در دانشگاه در رشتهٔ معماری درس خواند؛ ولی هرگز کار جدی و پیگری در زمینه معماری انجام نداد. دلبستگی او به زبان‌آموزی موجب شد چندین زبان را بیاموزد و به زبان انگلیسی و روسی دست به برگردان بزند. آشنایی و همکاری با احمد شاملو و عضویتش در هیئت دبیران کانون نویسندگان ایران و عضویت در شورای بازنگری در شیوهٔ نگارش و خط فارسی و ارائه شیوهٔ نوینی برای تقطیع وزن‌های عروضی از دیگر کارهای او هستند.
ایرج کابلی عضو هیئت امنای بنیاد هوشنگ گلشیری بود. او در ۲۹ بهمن ۱۳۹۹ درگذشت.

## آثار

### پژوهش و نویسندگی
- ۱۳۷۶ - وزن‌شناسی و عروض، انتشارات آگه
- ۱۳۸۴ - درست‌نویسی‌یِ خطِ فارسی، انتشارات بازتاب‌نگار
- ۱۳۹۵ - راهِ نظم‌بندی، انتشاراتِ بوتیمار
- ۱۳۹۹ - دستور جامع زبان اوستا ، انتشاراتِ فرهنگ معاصر ،

### برگردان

#### کتاب
- تاریخ دنیای قدیم، کورفکین
- آن روز می‌رسد، میرزا ابراهیم‌اف
- عملیات کنترل فکر، والتر باوارد
- ۱۳۸۲ - کشف خزرستان، لف گومی‌لی‌یوف، انتشارات آگه

#### داستان
- آنتوان چخوف (بهمن ۱۳۷۲)، ترجمهٔ احمدشاملو-ایرج‌کابلی، «گناه‌کار شهر تولدو»، آدینه، ج. هشتم ش. ۸۸، ص. ۳۵
- آنتوان چخوف (شهریور ۱۳۷۱)، ترجمهٔ احمدشاملو-ایرج‌کابلی، «همسران هنرمندان»، آدینه، ج. هفتم ش. ۷۳–۷۴، ص. ۴۸

### مقالات

#### مجلهٔ آدینه
- شم زبانی و تحول واقعی، بهمن ۱۳۷۴، دوره ده، شماره ۱۰۷، صفحهٔ ۴۶
- ترک عادت، مهر ۱۳۷۴، شماره ۱۰۴، صفحهٔ ۵۸
- اقدام لازم برای یک‌سان شدن شیوهٔ ویرایش کتاب‌های درسی۱، تیر ۱۳۷۴ شماره ۱۰۲، صفحهٔ ۵۸
- اقدام لازم برای یک‌سان شدن شیوهٔ ویرایش کتاب‌های درسی۲، مرداد ۱۳۷۴ شماره ۱۰۳، صفحهٔ ۵۶
- بی‌حوصلگی یا بی‌حوصلگی؟، نوروز۱۳۷۴، شماره ۹۹–۱۰۰، صفحهٔ ۶۸
- واژه‌زایی و بی‌فاصله‌نویسی، دی‌ ۱۳۷۳، شماره ۹۷، صفحهٔ ۵۶
- پیوسته‌نویسی، جدانویسی یا بی‌فاصله‌نویسی؟، آبان‌ ۱۳۷۳، شماره ۹۶، صفحهٔ ۲۹
- احیای نشانه اضافه، اردیبهشت -خرداد ۱۳۷۲|دوره=هشتم | شماره ۸۰–۸۱ صفحهٔ ۶۸
- فراخوان به فارسی‌نویسان و پیش‌نهاد به تاجیکان، تیر ۱۳۷۱، شماره ۷۲، صفحهٔ ۴۹
- خوب و بد شعر، خرداد ۱۳۷۱، دوره=هفتم، شماره ۷۱، صفحهٔ ۴۴

#### نامه کارنامه
- پرونده باز یک فرزندکشی، خرداد ۱۳۷۹، دوره نخست، شماره ۱۱، صفحهٔ ۸۷.
- آنا آخماتووا، خرداد ۱۳۷۸، دوره نخست، شماره ۵، صفحهٔ ۶.